# Linden (Hessen)
Linden település Németországban, Hessen tartományban. Lakosainak száma 13 631 fő (2023. december 31.).

## Népesség
A település népességének változása:
| Lakosok száma | 12 925 | 12 967 | 13 300 | 13 583 | 13 631 |
|               | 2017   | 2019   | 2021   | 2022   | 2023   |